# Maraca cabocla
Maraca cabocla là một loài nhện trong họ Theraphosidae.
Loài này thuộc chi Maraca. Maraca cabocla được miêu tả năm 2000 bởi Pérez-Miles.